# تنگه اورسوند

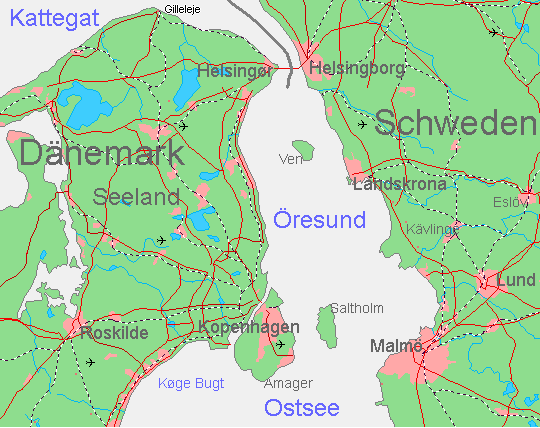
موقعیت تنگه اوروسوند در بین سوئد و دانمارک

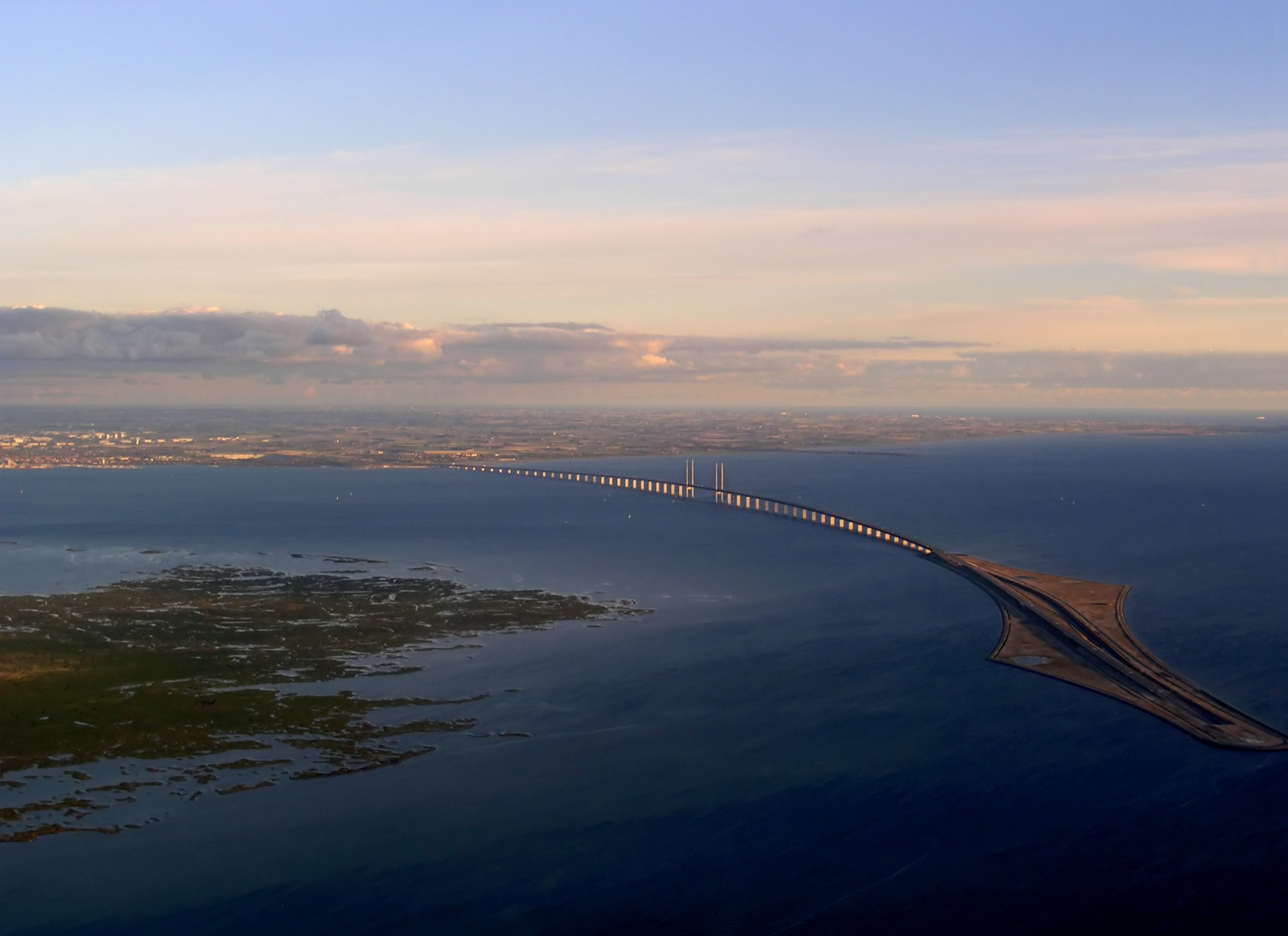
پل اورسوند بر روی تنگهٔ اورسوند که سوئد و دانمارک را به یکدیگر متصل می‌سازد.

تنگهٔ اورسوند (به دانمارکی: Øresund با تلفظ [ˈø:ɐsɔnˀ]، به سوئدی: Öresund با تلفظ [œrəˈsɵnd]) که در انگلیسی آنرا The Sound نیز می‌نامند، تنگه‌ای باریکدر میان جزیرهٔ سیلنددر شرق دانمارک و اسکونه در جنوب سوئد است که تنگه کاتگات در شمال غربی اوروسوند را به دریای بالتیک در جنوب متصل می‌سازد. این تنگه بین ۷۰ تا ۱۱۰ کیلومتر ( از شبه‌جزیرهٔ کولن در شمال تا فالستربو در جنوب، هر دو واقع در سوئد)  طول داشته و پهنای آن در فاصلهٔ هلسینگور تا هلسینگبورگ در شمال ۵ کیلومتر و در فاصلهٔ کپنهاگ تا مالمو در جنوب ۵۳ کیلومتر است. حداقل عمق تنگهٔ اورسوند ۷ متر بوده و جریانی سطحی با سرعتی بین ۵ تا ۶ کیلومتر در ساعت به سوی کاتگات جریان دارد. تنگهٔ اورسوند یکی از پر رفت‌وآمدترین راه‌های دریایی جهان است و تشکیل یخ در این آبراه که تقریباً جذر و مدی ندارد در زمستان‌های سخت می‌تواند باعث ایجاد مشکل در کار ناوبری کشتی‌ها شود.
سه جزیرهٔ بزرگ شامل آماگر، ون و سالتولمه در تنگهٔ اورسوند واقعند و باعث تقسیم آب آن به کانال‌های دروگدن در غرب و فلینترندن در شرق می‌شوند. بنادر کپنهاک و هلسینگور در سواحل دانمارک و مالمو و هلسینبورگ در سمت سوئد از جمله بنادر مهم این تنگه به‌شمار می‌روند. اورسوند همچنین از اهمیتی استراتژیک برخوردار بوده و دیرزمانی است که دو کشور سوئد و دانمارک بر سر کنترل آن با یکدیگر در رقابتند. ادارهٔ هر دو ساحل تنگهٔ اوروسوند در فاصلهٔ سال‌های ۱۴۲۹ تا ۱۶۵۷ در دست دانمارک بود و این کشور از تمامی کشتی‌های عبوری عوارض دریافت می‌کرد. حتی پس از آنکه اسکونه در ۱۶۵۸ ضمیمهٔ خاک سوئد شد، باز هم دژ دریایی بزرگ دانمارکی کرونبورگ در هلسینگور تا سال ۱۸۵۷ به گرفتن مالیاتِ اورسوند ادامه داد.
در سال ۲۰۰۰ پل و تونلی که کپنهاک و مالمو را در دو سوی اورسوند به‌یکدیگر متصل می‌سازد به‌منظور افزایش رشد اقتصادی و همکاری‌های منطقه‌ای افتتاح شد.